# Drâa-Tafilalet
Drâa-Tafilalet (berbisk: ⴷⵔⵄⴰ ⵜⴰⴼⵉⵍⴰⵍⵜ, Dr'a Tafilalt; arabisk: درعة - تافيلالت, Dar'a Tafilalt) er en af Marokkos tolv regioner. Den dækker et område på 88.836 km2 og havde ved folketællingen i 2014 en befolkning på 1.635.008 indbyggere. Regionens hovedstad er Errachidia.

## Geografi
Drâa-Tafilalet ligger i Atlasbjergene i Marokko. Dets vigtigste vandløb er af Draa-floden i vest og Ziz-floden, der afvander Tafilalt-oasen i øst. Drâa-Tafilalet grænser op til fem andre marokkanske regioner: Souss-Massa mod sydvest, Marrakesh-Safi mod vest, Béni Mellal-Khénifra i nordvest, Fès-Meknès mod nord og Oriental mod nordøst. Det grænser også til to af Algeriets provinser, Tindouf i syd og Béchar i sydøst.

## Historie
Drâa-Tafilalet blev oprettet i september 2015 ved at lægge provinserne Errachidia og Midelt i Meknès-Tafilalet-regionen sammen med tre provinser fra Souss-Massa-Drâa-regionen.

## Regering
Lahbib Choubani fra Retfærdigheds- og udviklingspartiet blev valgt som regionsrådets første præsident den 14. september 2015. Mohamed Fanid blev udnævnt til guvernør (wali) i regionen den 13. oktober 2015. Han blev efterfulgt af Mohamed Benribag i 2017.

### Inddeling
Drâa-Tafilalet består af fem provinser:
- Errachidia (provins)
- Ouarzazate (provins)
- Midelt (provins)
- Tinghir (provins)
- Zagora (provins)

## Økonomi
Landbrug og kvægopdræt har traditionelt været store økonomiske aktiviteter i regionen, men de er blevet påvirket negativt i de senere år ved  øget ørkendannelse.  Der er en filmfindustri koncentreret i Ouarzazate-området. De befæstede byer i området, som f.eks. Verdensarvsstedet Aït Benhaddou, er populære turistattraktioner. Traditionel kunst og håndværk som keramik i Tamegroute og tæpper i Taznakht er også vigtig for den lokale økonomi.

## Infrastruktur
De største byer i regionen, Errachidia og Ouarzazate, er forbundet med Nationalrute 10. I Draa-dalen går Nationalrute 9, som også forbinder Ouarzazate med Marrakesh mod nordvest. Nationalrute 13 løber langs Ziz-dalen og forbinder Errachidia med Meknès mod nord. Ouarzazate har den travleste lufthavn i regionen; lufthavnene i Errachidia og Zagora også kommerciel service.